# I Ain't Superstitious
I Ain't Superstitious è una canzone scritta dal bluesman Willie Dixon e registrata per la prima volta con Howlin' Wolf nel 1961. In questa prima registrazione erano presenti Henry Gray al pianoforte, Hubert Sumlin e Jimmy Rogers alle chitarre, Sam Lay alla batteria e Dixon stesso al contrabbasso. Il brano venne pubblicato dapprima come singolo, quindi su LP (Evil, 1969).
Il testo menziona varie superstizioni, probabilmente in gran parte provenienti dal sud degli Stati Uniti. La più nota è quella che riguarda i gatti neri.

## Altre versioni
La canzone è stata reinterpretata da numerosi artisti, tra i quali Jeff Beck, nel suo primo album solista Truth, con la partecipazione di Rod Stewart e Ron Wood. In questa versione la canzone compare nel film Casino di Martin Scorsese.
Altre versioni sono quelle di Yardbirds, Megadeth, Chris Spedding, The Upholsterers, Tesla e Grateful Dead. Willie Dixon la registrò nel suo album del 1970 I Am The Blues.